# Kostel svatého Václava (Velký Ořechov)
Kostel svatého Václava je barokní kostel ve Velkém Ořechově.  
Je chráněn jako kulturní památka České republiky. Jde o farní kostel farnosti Velký Ořechov.

## Historie
Kostel s farou je připomínán podle archivních pramenů již ve 14. století. Po vpádu Kuruců na Moravu byl tehdy zničený kostel přestavěn v druhé polovině 17. století. Z této původní stavby se dochoval zvon z roku 1690. Členěním stavby i pojetím fasády lze rozpoznat vlivy tvorby architekta Domenica Martinelliho, na sklonku 17. století působícího dvorního architekta ve Vídni, ovšem s výrazným vlivem na vrcholně barokní tvorbu na Moravě. Architekt zřejmě patřil do jeho okruhu. 
Barokní chrám má dva boční oltáře a obrazy namaloval pan Rudolf Křeček. V roce 2016 byla na venkovní stěnu kostela umístěna pamětní deska P. Antonína Šuránka, který ve farnosti působil jako kaplan v letech 1950–1951.